# Behind the Green Lights
Behind the Green Lights és una pel·lícula policial estatunidenca de 1935 dirigida per Christy Cabanne i protagonitzada per Norman Foster, Judith Allen i Sidney Blackmer.

## Argument
Dave Britten, un jove detectiu de la policia, captura un dels sequaços de J. C. Owen i l'acusa de robatori. Llavors Owen contracta l'advocat Raymond Cortell perquè actuï com a defensa del criminal.

## Repartiment
- Norman Foster com detectiu Dave Britten
- Judith Allen com Mary Kennedy
- Sidney Blackmer com Raymond Cortell
- Purnell Pratt com detectiu Jim Kennedy
- Theodore von Eltz com John C. Owen
- Ford Sterling com Max Schultz
- Kenneth Thomson com Charles T. 'Ritzy' Conrad
- Lloyd Whitlock com adjunt del fiscal del districte
- Edward Hearn com detectiu Brewster
- Edward Gargan com Moran
- J. Carrol Naish com Sam Dover
- John Davidson com Beasley
- Hooper Atchley com fiscal del districte Marsden
- Fern Emmett com Sarah
- John Ince com jutge #1
- Ralph Lewis com jutge #2 / advocat